# Dictyosteliidae
Ordre
Taxons de rang inférieur
- Dictyostelium
- Polysphondylium
- Coenonia

Les Dictyosteliidae forment une famille de mycétozoaires de la classe des Dictyostelia et de l'ordre des Dictyosteliida. Le taxon comprend trois genres.